# Argemiro do Patrocínio
Argemiro do Patrocínio, más conocido como Argemiro da Portela (Río de Janeiro, 1923-Río de Janeiro, 21 de mayo de 2003), fue un cantante y compositor brasileño. Además de tocar la pandereta, formó parte de los compositores de la escuela de samba Portela.
- Datos: Q11679935